# Веселина (област Велико Търново)
Вижте пояснителната страница за други значения на Веселина.
Веселина е село в Северна България. То се намира в община Елена, област Велико Търново.

## География
Село Веселина се намира в планински район.